# NGC 4751
NGC 4751 (również PGC 43723) – galaktyka eliptyczna (E-S0), znajdująca się w gwiazdozbiorze Centaura. Odkrył ją John Herschel 15 marca 1836 roku.